# Kierwiny
Kierwiny (niem. Kerwienen, lit. Kierviniai) – wieś w Polsce położona w województwie warmińsko-mazurskim, w powiecie lidzbarskim, w gminie Kiwity.
W latach 1954–1957 wieś należała i była siedzibą władz gromady Kierwiny, po jej zniesieniu w gromadzie Kiwity. W latach 1975–1998 miejscowość administracyjnie należała do województwa olsztyńskiego. Wieś znajduje się w historycznym regionie Warmia.
Przez wieś biegnie droga wojewódzka nr 513 (Pasłęk – Wozławki). Boczna droga z Kierwin prowadzi do Stoczka Klasztornego.

## Historia
Wieś założył w roku 1349 biskup warmiński Herman z Pragi. Kierwiny miały wówczas obszar 42 łanów, a dla osadników zapewniono prawo chełmińskie.
We wsi znajduje się neogotycka kapliczka przydrożna z 1913 roku.